# Fato mental
O conceito de fato mental (português brasileiro) ou facto mental (português europeu) inclui coisas tais como percepções, sentimentos e julgamentos. Fatos mentais são, em última análise causados por fatos físicos, em que os fatos mentais dependem das funções físicas e biológicas que são necessários para a consciência.
Os processos físicos e biológicos que são necessários para a consciência permitam que indivíduos conscientes reconheçam fatos físicos e mentais. Assim, os fatos mentais são baseadas em fatos físicos, e os fatos físicos e mentais são necessários para a construção de uma realidade social.
De acordo com John Searle, fatos mentais podem ser intencionais ou não-intencionais, dependendo se são ou não dirigidos a algo.